# Jeu de paume op de Olympische Zomerspelen 1908
Jeu de paume is een van de sporten die beoefend werden tijdens de Olympische Zomerspelen 1908 in Londen.
Jeu de paume stond alleen deze editie op het programma van de Olympische Spelen. Het toernooi werd gespeeld op Queen's Club in het stadsdeel West Kensington. Er namen negen Britten en twee Amerikanen aan deel.

## Eindstand en uitslagen
| rang   | land | sporters         |
| ------ | ---- | ---------------- |
| Goud   | USA  | Jay Gould        |
| Zilver | GBR  | Eustace Miles    |
| Brons  | GBR  | Neville Lytton   |
| 4      | GBR  | Arthur Page      |
| 5      | GBR  | Edwin Biedermann |
| 5      | GBR  | Evan Noel        |
| 5      | GBR  | Arthur Palmer    |
| 5      | GBR  | Vane Pennell     |
| 9      | GBR  | William Cazalet  |
| 9      | USA  | Charles Sands    |
| 9      | GBR  | Charles Tatham   |

| Ronde | Datum | Winnaar        | Uitslag | Verliezer        | Setstanden         |
| ----- | ----- | -------------- | ------- | ---------------- | ------------------ |
| 1e    | 18/05 | Eustace Miles  | 3-0     | Charles Sands    | 6-2, 6-3, 6-3      |
| 1e    | 18/05 | Evan Noel      | 3-0     | Charles Tatham   | 6-2, 6-3, 6-3      |
| 1e    | 18/05 | Vane Pennell   | 3-0     | William Cazalet  | 6-1, 6-4, 6-1      |
| KF    | 19/05 | Eustace Miles  | 3-0     | Evan Noel        | 6-5, 6-1, 6-5      |
| KF    | 19/05 | Arthur Page    | 3-1     | Arthur Palmer    | 5-6, 6-4, 6-5, 6-1 |
| KF    | 19/05 | Neville Lytton | 3-0     | Edwin Biedermann | 6-5, 6-1, 6-2      |
| KF    | 20/05 | Jay Gould      | 3-0     | Vane Pennell     | 6-3, 6-3, 6-2      |
| HF    | 21/05 | Jay Gould      | 3-0     | Arthur Page      | 6-1, 6-0, 6-0      |
| HF    | 21/05 | Eustace Miles  | 3-0     | Neville Lytton   | 6-4, 6-4, 6-3      |
| 3e/4e | 23/05 | Neville Lytton | 3-0     | Arthur Page      | 6-4, 6-4, 6-4      |
| F     | 23/05 | Jay Gould      | 3-0     | Eustace Miles    | 6-5, 6-4, 6-4      |

Londen 1908 
Olympische medaillewinnaars
Atletiek · Boksen · Boogschieten · Hockey · Jeu de paume · Kunstrijden · Lacrosse · Motorbootracen · Polo · Rackets · Roeien · Rugby · Schermen · Schietsport · Schoonspringen · Tennis · Touwtrekken · Turnen · Voetbal · Waterpolo · Wielersport · Worstelen · Zeilen · Zwemmen